# トヨタカローラ山形
トヨタカローラ山形株式会社（トヨタカローラやまがた）は、山形県山形市に本社を置く、トヨタカローラ店を展開するトヨタ系自動車ディーラー。

## 概要
個別に出典が提示されていない箇所の出典→
- 代表者氏名 - 鈴木肇子（代表取締役社長）
- 設立年月日 - 1962年（昭和37年）10月18日
- 従業員数 - 458人
- 資本金 - 8,000万円[2]
- 売上高 - 162億8320万円[2]

## 拠点
出典→

### 山形地区
- 南一番町店
- 上山店
- 南館店
- 城北店
- 大野目店
- カーパル桜田
- ハートフルふれあいセンター

### 村山地区
- 天童店
- 寒河江店
- 東根店
- 新庄店

### 置賜地区
- 米沢店
- 赤湯店
- 長井店

### 庄内地区
- 鶴岡店
- みどり町店
- 山居町店
- 酒田泉町店